# Momotarō
Momotarō (桃太郎) é um popular herói do folclore japonês.

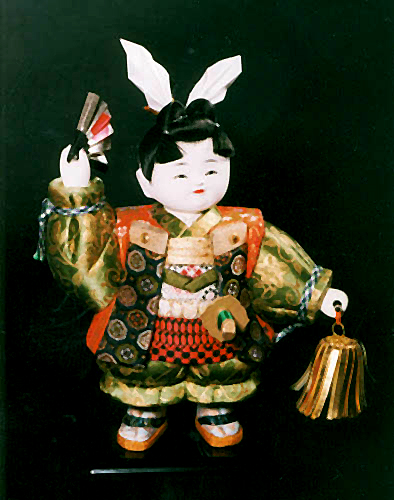
Boneco de Momotarō feito de biscuit

De acordo com a lenda atual (datada do período Edo), Momotarō veio à Terra dentro de um pêssego gigante, que foi encontrado flutuando em um rio por uma mulher idosa sem filhos, que estava lavando roupas lá. A mulher e seu marido descobriram a criança quando eles tentaram abrir o pêssego para comê-lo. A criança explicou que tinha sido enviado para ser seu filho. O casal chamou-a de Momotarō, Momo (pêssego) e Taro (menino ou filho mais velho na família). 
A lenda conta que Momotarō recebeu kibidango (bolinho japonês) feito de mochiko (farinha de arroz) dos pais que o criaram e partiu para Onigashima (Ilha dos Demônios) acompanhado de um cachorro, um macaco e um faisão para eliminar os demônios.

## Resumo
Dependendo da fonte consultada, a lenda de Momotarō pode variar em alguns trechos. Entretanto, a cena da batalha contra os demônios, presente na segunda metade da história, permanece retratada pela grande maioria das publicações como um incentivo ao bem e punição ao mal sob a ótica de Momotarō.
Com relação ao seu nascimento, há versões que contam que Momotarō nasceu de um pêssego e outras que contam que um casal de velhinhos rejuvenesceu após comer um pêssego e lhe conceberam.
Com relação ao seu crescimento, alguns dizem que ele se tornou um trabalhador dedicado e esforçado, assim como seus pais esperavam. Outros dizem que, do mesmo modo que Sannenne Tarō, ele possuía um corpo grande e forte, mas era preguiçoso e só ficava dormindo.
Há versões que contam que Momotarō, após ter crescido, decidiu espontaneamente começar uma jornada determinado a lutar contra os demônios de Onigashima que atormentavam o povo de seu vilarejo. Outras versões contam que esta decisão não foi espontânea e que ele só fez isso porque os moradores do vilarejo e o senhor feudal lhe pediram.
Na partida, Momotarō recebeu kibidango de seus pais como presente de despedida. Durante sua jornada, ele encontrou um cachorro, um macaco e um faisão. Repartiu o kibidango com eles, e estes se tornaram seus aliados.
Ele vence a batalha contra os demônios de Onigashima e, por fim, retorna à casa de seus pais levando consigo os tesouros roubados pelos demônios, e vivendo felizes.

## Lugares relacionados
Existem lugares relacionados à lenda de Momotarō espalhados por todo o Japão. Dentre os quais, a Província de Okayama, relacionando um de seus produtos locais que era produzido na Era Edo, o kibidango (吉備団子), com o kibidango (黍団子) presente na lenda de Momotarō, que possui o mesmo som, se tornou nacionalmente famosa a partir de uma campanha publicitária em todas as províncias como um desses lugares relacionados à lenda.
- Província de Okayama - Cidades de Okayama e Sōja
  - Templo Kibitsu
  - Castelo Kinojō
  - Túmulos de Nakayama Chausuyama Kofun
  - Templo Yaguinomiya
  - Ruínas de Tatetsuki (Cidade de Kurashiki)
  - Festival Okayama Tarō
- Província de Kagawa – Cidade de Takamatsu
  - Templo Tamura (Cidade de Takamatsu)
  - Templo Momotarō (Takamatsu)
  - Megijima (Onigashima)
  - Kinashi
- Província de Aichi – Cidade de Inuyama
  - Templo Momotarō (Cidade de Inuyama)
- Província de Nara – Distrito Shiki, Cidade de Tawaramoto
  - Templo Ioto (Templo Kōrei)
  - Templo Hōrakuji (Cidade de Tawaramoto)
  - Rio Hasegawa
  - Kurodano Ihotonomiya (Suposto palácio do Imperador Kōrei)